# Bruno Suzuki
Bruno Suzuki (鈴木 ブルーノ Suzuki Bruno?, nacido el 20 de mayo de 1990 en Castanhal) es un futbolista japonés que se desempeña como delantero.

## Trayectoria

### Clubes
| Club                     | País     | Año         |
| ------------------------ | -------- | ----------- |
| Albirex Niigata          | Japón    | 2009 - 2012 |
| FC Machida Zelvia        | Japón    | 2009        |
| Albirex Niigata Singapur | Singapur | 2010 - 2011 |
| Albirex Niigata Singapur | Singapur | 2013        |
| Home United FC           | Singapur | 2014        |
| Geylang International FC | Singapur | 2015        |
| FC Gifu                  | Japón    | 2016        |
| Negeri Sembilan FA       | Malasia  | 2017        |
| Terengganu FA            | Malasia  | 2018 -      |

## Estadística de carrera

### J. League
| Club            | Año   | J. League | J. League | Copa J. League | Copa J. League | Total | Total |
| Club            | Año   | Part.     | Goles     | Part.          | Goles          | Part. | Goles |
| --------------- | ----- | --------- | --------- | -------------- | -------------- | ----- | ----- |
| Albirex Niigata | 2009  | 0         | 0         | 0              | 0              | 0     | 0     |
| Albirex Niigata | 2010  | 0         | 0         | 0              | 0              | 0     | 0     |
| Albirex Niigata | 2012  | 0         | 0         | 0              | 0              | 0     | 0     |
| FC Gifu         | 2016  | 11        | 3         | -              | -              | 11    | 3     |
| Total           | Total | 11        | 3         | 0              | 0              | 11    | 3     |